# Æthelred, Lord of the Mercians
Æthelred, Lord of the Mercians (eller Ealdorman Æthelred of Mercia; død 911) var hersker over den angelsaksiske kongerige Mercia i en periode fra kort efter rigets sidste konge, Ceolwulf 2. forsvandt i 879. Æthelreds regeringstid var begrænset til den vestlige del af Mercia, da den østlige del af kongeriget var styret af vikinger i Danelagen.
Hans ophav er ukendt. Han var sandsynligvis leder af et ikke succesrig invasion af Wales i 881, men kort efter anerkendte han kong Alfred den Stores overherredømme i Wessex.  Denne alliance blev cementeret via hans ægteskab med Alfreds datter Æthelflæd.
I 886 erobrede Alfred London, der havde været kontrollerte af vikingerne af flere omgange. Alfred overdrog London til Æthelred, da den traditionelt havde været en merciansk by. I 892 angreb vikingerne igen, og det efterfølgende år ledede Æthelred en hær bestående af folk fra Mercia, Wessex og Wales til sejr over vikingerne under slaget ved Buttington. Han tilbragte de næste 3 år med at kæmpe mod vikingerne sammen med Alfreds søn, den fremtidige kong Edvard den Ældre. Et stykke tid efter 899 blev Æthelreds dårligt, og Æthelflæd kan i praksis være blevet hersker over Mercia.
Efter Æthelreds død herskerede Æthelflæd som Lady of the Mercians indtil sin egen død i 918. Parrets eneste barn, datteren Ælfwynn, herskede herefter kortvarigt indtil hun blev afsat af sin onkel, kong Edvard.